# El Buen Fin

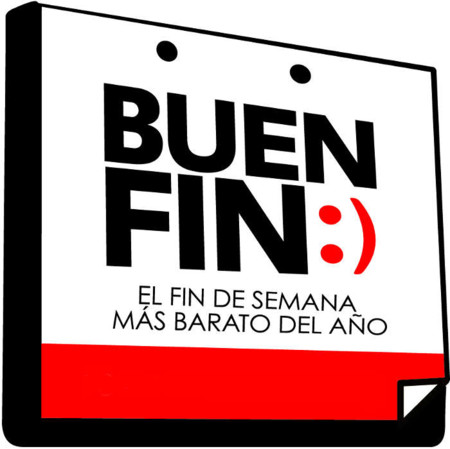
Imagem para divulgar o evento.

El Buen Fin (abreviação de "El Buen Fin de Semana", que significa "O Bom Fim de Semana") é um evento anual de compras no México. Tudo começou em 2011. Ocorre no fim de semana antes do Dia da Revolução Mexicana, que é comemorado na terceira segunda-feira de novembro. Neste fim de semana, os principais varejistas aumentam o horário de funcionamento e oferecem promoções especiais, incluindo prazos de crédito estendidos e promoções de preços.
O objetivo do El Buen Fin é estimular a economia por meio do incentivo ao consumo e melhorar a qualidade de vida por meio de promoções e descontos. Foi inspirado na tradição americana da Black Friday e surgiu como uma iniciativa do Council of Business Coordination, em associação com o governo federal e organizações do setor privado.

## História
O presidente mexicano, Felipe Calderón, afirmou acreditar que essa medida protegerá a economia mexicana das ameaças das dificuldades econômicas da Europa e dos Estados Unidos.
O evento é organizado por
- A Associação Bancos de México
- Associação Mexicana de Internet
- Associação Nacional de Supermercados e Lojas Departamentais (ANTAD)
- Coordenador do Conselho de Negócios
- Confederação de Chefes da República Mexicana (COPARMEX)
- Confederação das Câmaras Nacionais de Comércio, Serviços e Turismo (Concanaco Servytur)
- Confederação das Câmaras Industriais dos Estados Unidos do México (CONCAMIN), e
- Iniciativa México, em coordenação com o governo federal do México.

Desde 2011, os varejistas realizam campanhas de marketing El Buen Fin para ser a melhor época do ano para comprar produtos. Os críticos dizem que os negócios da Black Friday do México não são úteis para os consumidores mexicanos, fazendo com que eles se endividem desnecessariamente, já que a maioria das ofertas são acordos de pagamento mensal, acordos de pacote (ou seja, compre 2, ganhe 1 grátis) ou negócios de crédito na loja (obtenha $ 300 para cada $ 1000 gastos, por exemplo) e não descontos reais. Outros, como a rede de lojas de móveis Famsa, veem nisso uma oportunidade de atrair compradores norte-americanos, principalmente nas cidades fronteiriças como Tijuana, Ciudad Juárez ou Reynosa, junto com South Texas e Vale do Rio Grande consumidores às lojas em seu principal mercado de Monterrey, já que El Buen Fin está programado para acontecer uma ou duas semanas antes da Black Friday nos Estados Unidos.
O órgão de defesa dos direitos do consumidor da sociedade civil mexicana, El Poder del Consumidor , disse que essa atividade econômica empurrou mais mexicanos para dívidas de cartão de crédito. 

As vendas durante o El Buen Fin 2019 alcançaram MXN $ 118 bilhões, e espera-se que as vendas em 2020 sejam pelo menos tão boas, apesar da desaceleração econômica relacionada à pandemia COVID-19 no México . 115.279 estabelecimentos participaram em 2019. O evento será realizado de 9 a 20 de novembro de 2020. 